# فیادانانا (آمبوهیماهاسوآ)
فیادانانا (به لاتین: Fiadanana) یک منطقهٔ مسکونی در ماداگاسکار است که در ناحیه آمبوهیماهاسوآ واقع شده‌است. فیادانانا ۱۶٬۰۰۰ نفر جمعیت دارد و ۱٬۴۱۴ متر بالاتر از سطح دریا واقع شده‌است.